# 西田倫敦購物中心

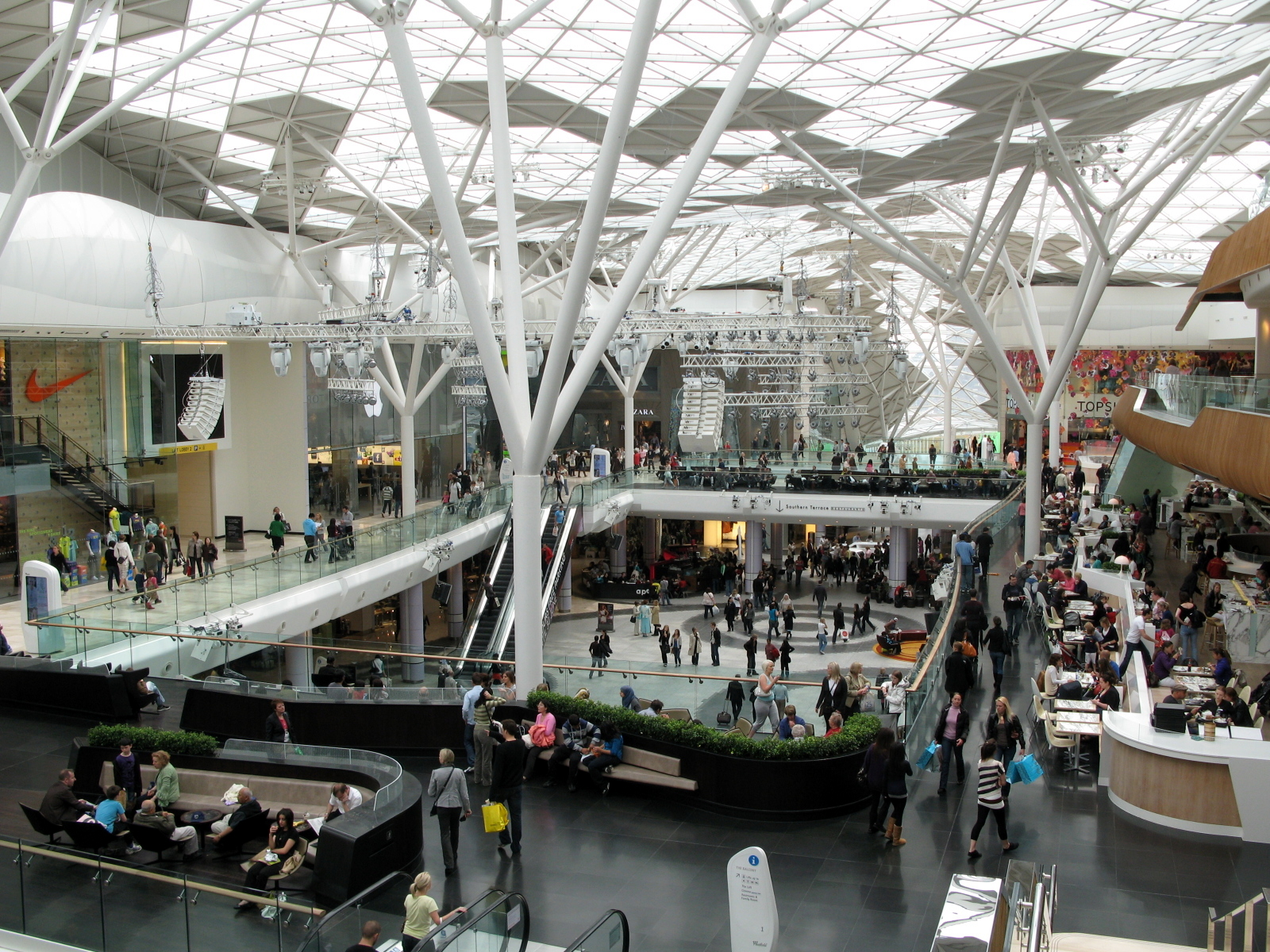
主中庭

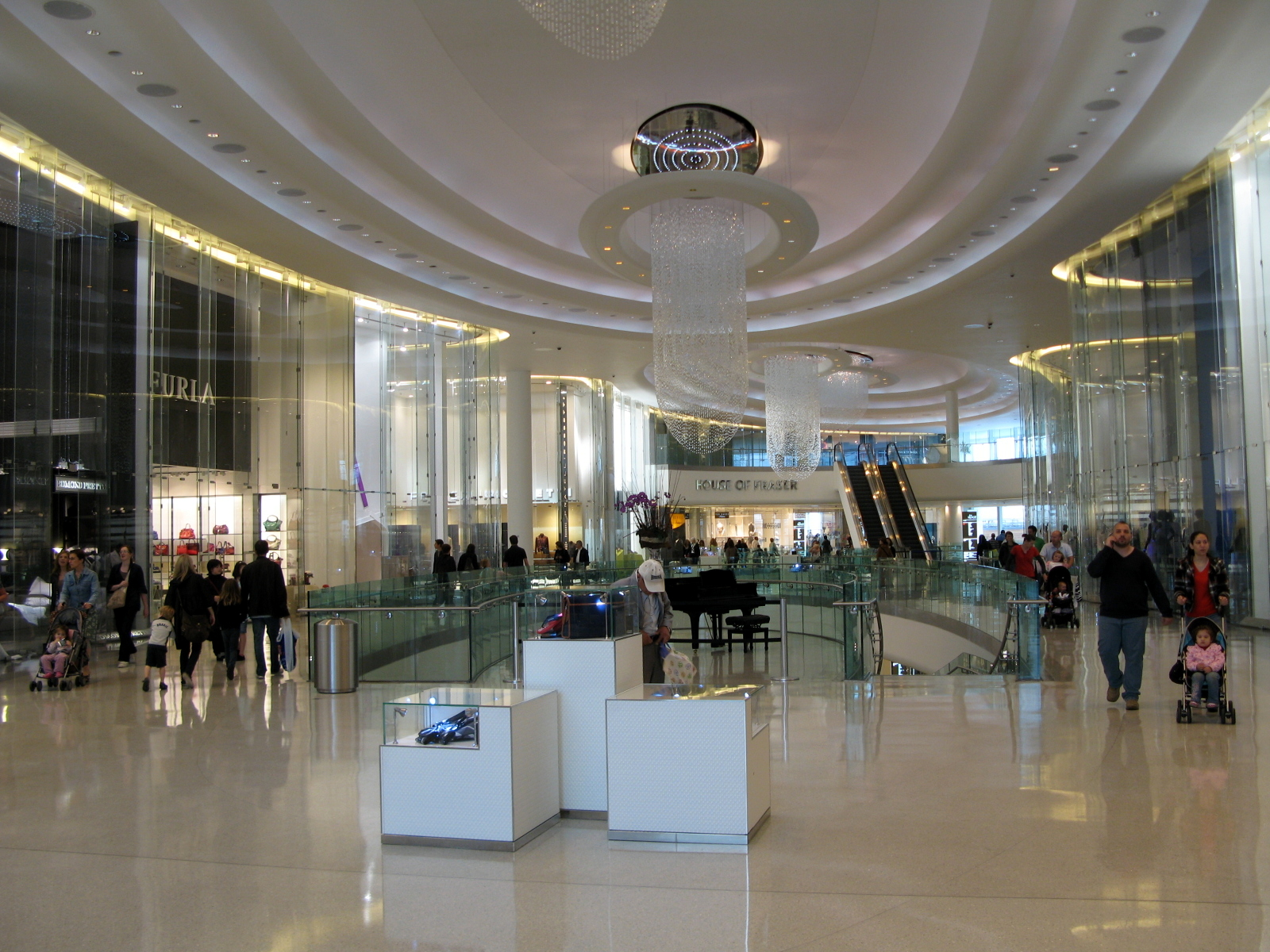
高級名店區The Village裝設巨型水晶燈，突顯豪华氣派

西田倫敦購物中心（英語：Westfield London）是倫敦白城的一個購物中心，位於漢默史密斯-富勒姆倫敦自治市。購物中心由西田集團開發，耗資16億英鎊。在2008年11月剛開幕時，西田倫敦購物中心是英國規模第二大的購物中心。

## 結構
購物中心佔地160萬平方呎，樓高3層，共有265間商店、超過50間食肆、美食廣場及14個銀幕戲院。主要租戶包括高級超市Waitrose、馬莎百貨、TOPSHOP、H&M、Apple Store、ZARA、Bershka、next、Disney Store、樂高專賣店等。
其中The Village匯聚多間高級名店，包括Dior、Gucci、LV、Miu Miiu 及 Versace 等。外牆及天幕採用大量玻璃，為場內帶來極佳採光及寬敞空間。2樓的商店採用特高店面設計，部份店舖均有獨立樓梯，為租戶提供更大的空間設計店面。場內多處亦設閒座區供遊人休息以至設供小朋友玩的區域Westfield Playworld。

## 外部連結
- Official website （页面存档备份，存于）
- White City Development leaflet（页面存档备份，存于） (Transport for London, August 2007)
- "New White City travel connections"（页面存档备份，存于） (Transport for London, September 2008)
- White City & Shepherd's Bush（页面存档备份，存于） description and map of transport developments
- Planned development

51°30′27″N 0°13′16″W / 51.50750°N 0.22111°W